# Tmesisternus geniculatus
Tmesisternus geniculatus är en skalbaggsart som beskrevs av Stefan von Breuning 1948. Tmesisternus geniculatus ingår i släktet Tmesisternus och familjen långhorningar. Inga underarter finns listade i Catalogue of Life.